# St. Michael (Kirchengel)

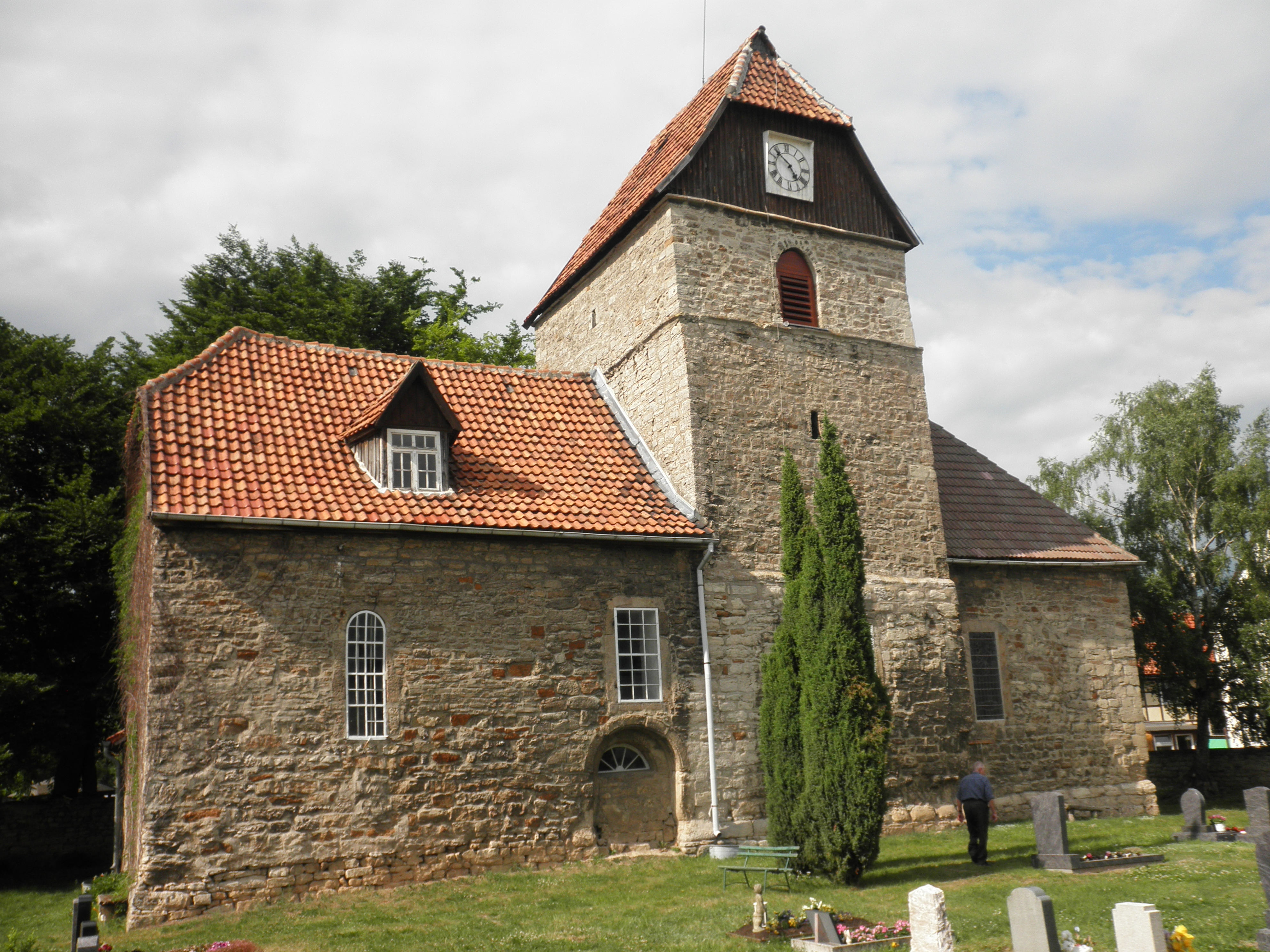
Kirchengel, St. Michael

Die heute evangelisch-lutherische denkmalgeschützte Dorfkirche St. Michael steht in Kirchengel, einem Ortsteil der Stadt und Landgemeinde Greußen im Kyffhäuserkreis in Thüringen. Die Kirchengemeinde Kirchengel gehört zum Pfarrbereich Greußen der Pfarrei Greußen-Großenehrich im Kirchenkreis Bad Frankenhausen-Sondershausen der Evangelischen Kirche in Mitteldeutschland.

## Beschreibung
Die mehrfach umgebaute Kirche ist im Kern aus dem 11./12. Jahrhundert. Die heutige, aus Bruchsteinen gebaute Saalkirche besteht aus einem Langhaus und einem eingezogenen, gerade schließenden Chor. Zwischen ihnen steht der quergelagerte Kirchturm, der wie das Langhaus mit einem Krüppelwalmdach bedeckt ist. Hinter seinen spitzbogigen Klangarkaden befindet sich der Glockenstuhl. Das Langhaus wurde während des Einbaus der Emporen, das Datum steht an einem Pfeiler, 1694 nach Westen verlängert und etwas erhöht. An der Südseite war ehemals ein rundbogig abgestuftes Portal. An der Nordseite befindet sich der Aufgang zu den Emporen. Das kurze Kirchenschiff ist mit einem hölzernen Tonnengewölbe überspannt. Die zweigeschossigen, dreiseitigen Emporen haben applizierte Engelsköpfe. Das Joch des Turms und der Chor sind ebenfalls mit einem hölzernen Tonnengewölbe bedeckt. Der Kanzelaltar ist aus der Mitte des 18. Jahrhunderts.
An der Westseite auf der oberen Empore steht die Orgel mit zehn Registern, verteilt auf ein Manual und ein Pedal. Diese wurde 1870 von Johann Sebastian Maul aus Greußen mit schlichtem neugotischem Prospekt gebaut. Im Jahre 1902 wurde das Instrument von der Firma "Julius Strobels Söhne (Frankenhausen)" wieder repariert.
Die Kirche wurde 1883 und zuletzt um 1988 renoviert.